# Ctenomys magellanicus
Ctenomys magellanicus Bennett, 1836, detto anche Tuco-tuco di Magellano è una specie di roditore appartenente alla famiglia Ctenomyidae.

## Descrizione
I maschi hanno un pelo soffice e rossiccio, con chiazze nere sul dorso, le orecchie sono piccole e incurvate all'indietro, il muso e il ventre sono grigiastri mentre le zampe sono scure; nelle femmine le orecchie e le zampe sono più larghe.
Alla nascita i piccoli sono neri, verso il terzo mese di vita la loro pelliccia diventa rossastra.
Lucas Bridges, che visse nella Terra del Fuoco per quarant'anni, ricorda che all'inizio del Novecento i tuco-tuco (in selknam apen, in spagnolo tucu-tucu) erano estremamente diffusi sull'isola Grande. Secondo Bridges il nome tucu-tucu assomiglia molto al rumore che questi animali fanno quando sono sottoterra, soprattutto di sera, "un rumore che ricorda il duplice colpo secco di un piccolo martello" e che si ripete all'incirca una volta al minuto, a meno che l'animale non si senta disturbato; nel suo libro si legge che i tuco-tuco, abituati a vivere soprattutto nelle zone aride e prive di alberi, amano scavare gallerie abbastanza profonde ma dormono vicino alla superficie, e hanno una dieta esclusivamente vegetariana.
Infine, Bridges aggiunge che i Selknam, in mancanza di guanachi, si cibavano spesso dei tuco-tuco, che però avevano il difetto di avere troppe ossa piccole e fragili; racconta inoltre che d'inverno, quando i tuco-tuco si avventuravano sul terreno ghiacciato, molti bambini selknam si divertivano ad inseguirli a colpirli con dei bastoni o a trafiggerli con delle frecce, per poi riportarli come primo trofeo di caccia.

## Distribuzione e habitat
Proviene soltanto dall'Argentina e dal Cile; il suo habitat sono le praterie e le steppe aride della Patagonia.

## Tassonomia
Questa specie ha 4 sottospecie:
- Ctenomys magellanicus dicki †[1]
- Ctenomys magellanicus fueginus
- Ctenomys magellanicus magellanicus
- Ctenomys magellanicus osgoodi

## Conservazione
Viene classificato come "vulnerabile" (VU) dalla lista rossa IUCN perché la sua popolazione è in calo a causa del pascolo eccessivo delle pecore che sta deteriorando il suo habitat.